# Aeroportul Cochise County
Aeroportul Cochise County (IATA: CWX, FAA LID: P33) este un aeroport din Arizona, Statele Unite ale Americii ce deservește zona Willcox⁠(d).
Situat la o altitudine de 1.276 m, aeroportul dispune de 1 pistă.

## Infrastructură

### Piste
Aeroportul dispune de o singură pistă. Pista 3/21 are suprafața de asfalt și dimensiunile 6.095 picioare × 75 picioare. 